# Caberea hataii
Caberea hataii är en mossdjursart som beskrevs av Okada 1929. Caberea hataii ingår i släktet Caberea och familjen Candidae. Inga underarter finns listade i Catalogue of Life.